# ویچر ۳: وایلد هانت
ویچر ۳: وایلد هانت (انگلیسی: The Witcher 3: Wild Hunt; لهستانی: Wiedźmin 3: Dziki Gon) بازی ویدئویی نقش‌آفرینی-اکشن است که توسط توسعه‌دهندهٔ لهستانی سی‌دی پراجکت توسعه یافت و برای نخستین بار در سال ۲۰۱۵ منتشر شد. این بازی دنباله‌ای برای بازی‌های ویچر (۲۰۰۷) ویچر ۲: قاتلین پادشاهان (۲۰۱۱) است و سومین بازی در سری بازی ویدئویی ویچر به‌شمار می‌رود. ویچر ۳ جهان باز است و شیوه روایت سوم‌شخص دارد. بازی‌ها، اقتباسی از رمان‌های خیال‌پردازی ویچر به نویسندگی آندژی ساپکوفسکی هستند.
بازی در یک جهان خیالی بر پایهٔ اسطوره‌شناسی اسلاوی رخ می‌دهد. بازیکن کنترل شخصیت گرالت از ریویا را در دست می‌گیرد که یک شکارچی هیولاکش یا یک «ویچر» است و به دنبال دخترخوانده‌اش، سیری، که در حال فرار از وایلد هانت است می‌گردد. بازیکنان توسط اسلحه‌ها و جادوهای گوناگون با خطرات بازی می‌جنگند، با شخصیت‌های غیرقابل بازی ارتباط برقرار می‌کنند و مأموریت‌هایی برای به دست آوردن اکس‌پی و طلا انجام می‌دهند که برای ارتقاء توانایی‌های گرالت و خرید لوازم به کار برده می‌شوند. داستان ویچر ۳ سه پایان ممکن دارد که توسط انتخاب‌های بازیکنان در نقاط کلیدی روایت تعیین می‌شود.
توسعهٔ بازی در سال ۲۰۱۱ آغاز شد و حدود سه سال و نیم طول کشید. فرهنگ‌های شمالی و مرکزی اروپا پایهٔ اصلی جهان بازی را شکل دادند. موتور بازی به توسعه‌دهندگان اجازه داد که یک داستان پیچیده ایجاد کنند بدون اینکه در جهان بازی تداخل ایجاد کند. موسیقی بازی توسط مارچین پرژیبویوویچ ساخته شد.
ویچر ۳: وایلد هانت در مه ۲۰۱۵ برای مایکروسافت ویندوز، پلی‌استیشن ۴ و ایکس‌باکس وان و برای نینتندو سوئیچ در اکتبر ۲۰۱۹ منتشر شد. همچنین نسخه‌های بهنیه در سال ۲۰۲۲ برای کنسول‌های پلی‌استیشن ۵ و ایکس‌باکس سری اکس/اس منتشر شده‌اند. این بازی با توجه به بازی، روایت، طراحی جهانی، مبارزه، و ویژگی‌های دیداری مورد تحسین قرار گرفت، گرچه به دلیل مسائل فنی انتقادهایی اندکی دریافت کرد. این بازی چندین جایزهٔ «بازی سال» دریافت کرد و به عنوان یکی از بهترین بازی‌های ساخته شدهٔ تاریخ از آن یاد می‌شود. دو بستهٔ گسترشی بازی نیز توسط منتقدان تحسین شدند: قلب‌های سنگی و خون و شراب. در اوت ۲۰۱۶ یک نسخهٔ بازیِ سال منتشر شد که شامل خود بازی، بسته‌های گسترشی و تمامی محتوای قابل دانلود بود. ویچر ۳ بیشتر از ۴۰ میلیون نسخه فروخت، که آن را یکی از پرفروش‌ترین بازی‌های ویدئویی کرد. یک بازی ویدئویی کاملاً جدا بر پایهٔ مینی‌گیم کارت‌بازی در ویچر ۳ در تابستان سال ۲۰۱۷ با عنوان گوئنت: بازی کارتی ویچر منتشر شد.

## روند بازی

### کلی

نماگرفتی از بازی، گرالت در حال استفاده از نشانهٔ ایگنی ضد یک دشمن.

ویچر ۳: شکار وحشیانه یک بازی ویدئویی اکشن-نقش‌آفرینی با نمای دوربین سوم‌شخص است. بازیکن در نقش گرالت از ریویا، یک شکارچی هیولا که به سفارش در ازای پول کار می‌کند، بازی می‌کند. شمار زیادی از هیولاهای گوناگون در بازی قرار دارند. هنگام درست کردن این هیولاها، اساطیر و افسانه‌های کشورهای گوناگون، فولکلور اروپای شرقی و باطن‌گرایی به کار برده شدند. افزون بر دویدن و جنگیدن با استفاده از اسلحه‌ها و طلسم‌ها، گرالت، برای نخستین بار در فرنچایز، می‌تواند سوارکاری کند، بپرد، از موانع عبور کند، از لبه‌ها و برآمدگی‌ها بالا برود، شنا کند و به آرامی از شیب‌ها به پایین سر بخورد.
ابزارهای جنگی گرالت شامل بمب‌ها با تأثیرات گوناگون، یک کمان زنبورکی و دو شمشیر است. یکی از شمشیرها از پولاد ساخته شده و برای جنگیدن با انسان‌ها و جانوران و دیگری از نقره و برای جنگیدن با هیولاها است. هنگام مبارزه، گرالت می‌تواند بین حملهٔ سریع اما با آسیب کمتر و حملهٔ کند با آسیب بیشتر انتخاب کند. او همچنین می‌تواند از حملات دشمنان طفره برود یا ضربات تلافی‌جویانه را برگرداند. اسلحه‌ها و تجهیزات در اثر استفاده فرسوده می‌شوند، بنابراین باید مرتباً تعمیر شوند.
افزون بر حملات فیزیکی، گرالت پنج نشانهٔ جادویی به نام‌های آرد،‏ اکسی،‏ ایگنی،‏ یردن‏ و کوئن‏ دارد. آرد گرالت را قادر به ایجاد یک انفجار از راه دور می‌کند، اکسی دشمنان را گیج می‌کند، ایگنی یک انفجار آتشین ایجاد می‌کند، یردن یک تله دور گرالت ایجاد می‌کند که از سرعت دشمنان می‌کاهد و کوئن گرالت را به یک سپر جادویی مجهز می‌کند که آسیب حمله را به خود جذب می‌کند. هنگام به کار بردن این نشانه‌های جادویی، از نیروی حیاتی گرالت که در کنار نشانگر سلامت قرار دارد کاسته می‌شود. بازیکنان با به کار بردن «موتاژن‌ها» -مصنوعات جهش‌یافته‌ای که منحصر به ویچرها هستند و از توانایی‌های طبیعی آنها پشتیبانی می‌کنند، می‌توانند قدرت جادویی گرالت را افزایش دهند. هنگامی که گرالت آسیب می‌بیند، سلامت او کاهش می‌یابد اما او می‌تواند سلامتی‌اش را با خوراک، معجون و مدیتیشن آن را بازیابی کند. میزان آسیبی که گرالت با حملهٔ دشمنان دریافت می‌کند به سطح تجهیزات زره‌پوش او بستگی دارد. بازیکنان گاهی اوقات کنترل سیری، دخترخواندهٔ گرالت را در دست می‌گیرند که می‌تواند فاصله‌های کوتاه را تلپورت کند. به پایان رساندن داستان بازی حدود ۵۰ ساعت طول می‌کشد، مأموریت‌های فرعی این زمان را به ۱۲۰–۱۰۰ ساعت افزایش می‌دهد.
چهار سطح سختی بازی وجود دارند که بر میزان آسیب دریافتی از دشمنان، سرعت بازیابی سلامت و کمیابی تجهیزات گردآوری‌شده از جعبه‌ها و دشمنان تأثیر می‌گذارد.

### روایت و فعالیت‌های افزوده
در این بازی، روایت داستان به چندین بخش تقسیم نشده‌است، بلکه یک داستان پیوسته سازگار با ساختار جهانِ بازِ بازی است. بازی بر تأثیر تصمیماتی که بازیکن می‌گیرد در روایت تأکید دارد. بازیکن با انتخاب از بین چندین گزینه، مانند استفاده از روشی مسالمت‌آمیز یا خشونت‌آمیز برای رهایی از موقعیت‌های خاص، پیامدهای مثبت یا منفی اعمال خود را ایجاد می‌کند و همچنین به یکی از ۳۶ پایان احتمالی بازی می‌رسد که با او همراه خواهد بود. در طول روند بازی مأموریت‌هایی کامل می‌شوند: این مأموریت معمولاً شامل یک شخصیت غیرقابل‌بازی (NPC) است، که به گرالت دستور پیدا کردن شخص گم‌شدهٔ خاصی را می‌دهد، اما اگر گرالت از پیش با این شخص ملاقات داشته، گام‌های بعدی مأموریت تطبیق داده خواهد شد و آنچه را که بازیکن قبلاً انجام داده‌است در نظر می‌گیرد. همین امر در مورد به دست آوردن چیزهای خاص مورد نیاز برای تکمیل مأموریت‌ها نیز صدق می‌کند.
در طول بازی که بازیکن نقشهٔ جهان بازی را می‌گردد، علامت سوال‌هایی روی نقشه پدیدار می‌شوند که می‌توانند لانهٔ هیولا، گنج پنهان و اردوگاه راهزنان باشند و تا زمانی که گرالت به آن مکان نرود آن‌ها را کشف نمی‌کند. بیشتر آن‌ها دور از مکان‌های اصلی بازی قرار دارند و بازیکن را دعوت به جستجو و کاوش در کل نقشه می‌کند. گرالت همیشه می‌تواند با گشتن تخته‌های چوبی سکونتگاه‌های بازی و بررسی کردن یادداشت‌ها یک کار پیدا کند. در این تخته‌ها ساکنان درخواست‌های خود را اعلان می‌کنند.
با جلو رفتن بازی، ریش گرالت رشد می‌کند و می‌تواند با رفتن به یکی از آرایشگاه‌های واقع در شهرها، آن را کوتاه کند.

### جهان بازی

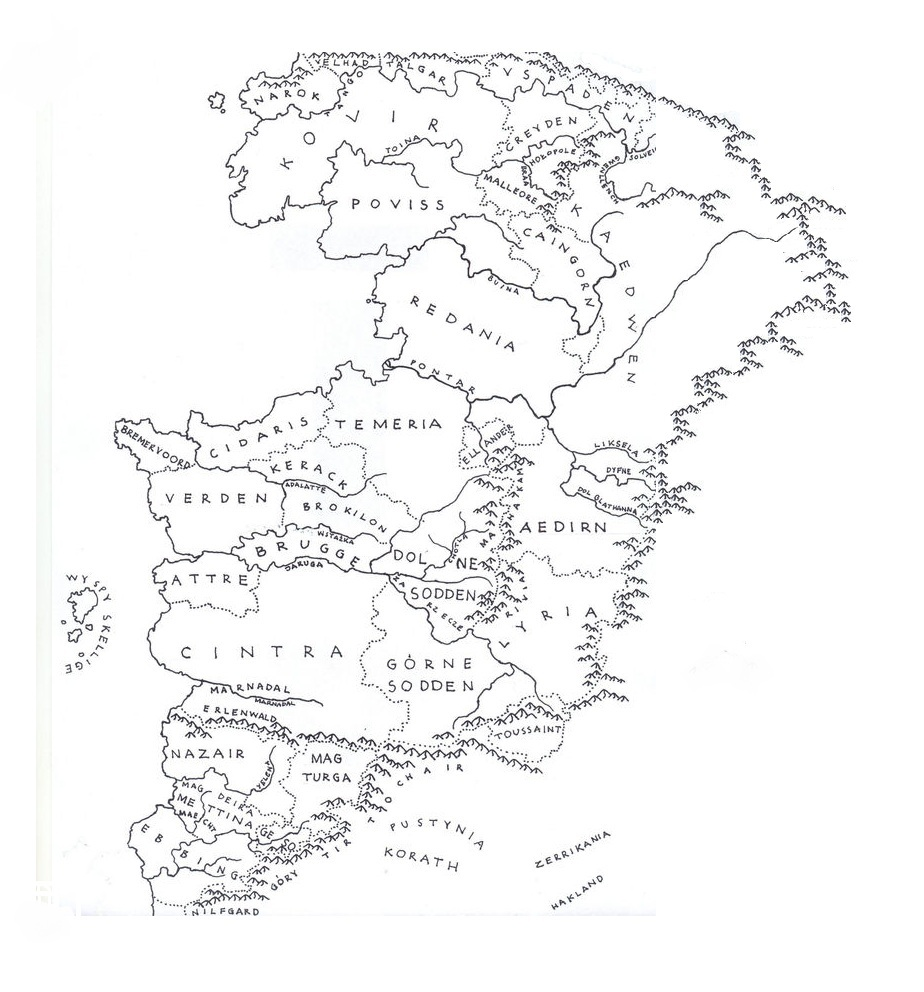
در بازی، می‌توان مناطقی از ردنیا و بخشی از تمریا (در مرکز)، سکلیگه (در غرب)، کیدون (در شمال شرقی) و توسان (در جنوب شرقی) را کاوش کرد. از مناطقی که در بازی می‌توان در آن گشت، وایت اورچارد، ولن و ویزیما متعلق به تمریا هستند هرچند که ولن به شکل دفاکتو خودمختار است و وایت اورچارد و ویزیما تحت اشغال نیلف‌گارد هستند. در یکی از پایان‌های بازی، این مناطق به دست تمریا بر می‌گردند. تنها جایی از قلمروی کیدون که می‌توان از آن بازدید کرد، دژ ویچرها، کائر مورهن است. تنها با فعال بودن بسته گسترشی خون و شراب نیز می‌توان از توسان دیدار کرد.

ویچر ۳ از دیدگاه اندازهٔ نقشهٔ جهان بازی نسبت به بازی‌های پیشین سری و دیگر بازی‌های این ژانر، برجسته است. در حالی که دو نسخهٔ پیشین ویچر، به بازیکن یک «جهان نیمه‌باز» که به بخش‌های کوچک‌تر تقسیم شده بود می‌دادند، ویچر ۳ یک جهان کاملاً بازدارد که بازیکن می‌تواند در آن کاوش کند. بازی اجازه می‌دهد که بازیکن در چندین منطقه از جهان سری ویچر بگردد، مانند دوتا از بزرگ‌ترین مناطق از جمله شهر نووی‌گراد‏ و اطراف آن و «منطقه بی‌طرف» ولن‏ - در کنار جزیره‌های سکلیگه،‏ که گروهی از چندین جزیره کنار هم است. توابع نووی‌گراد حدود ۷۲ کیلومتر مربع و سکلیگه حدود ۶۴ کیلومتر مربع است. منطقه‌های کوچک‌تر دیگری نیز در بازی وجود دارند، مانند روستای وایت اورچارد،‏ کاخ امپراتوری در شهر ویزیما‏ و دژ ویچرها در کائر مورهن.‏ بستهٔ گسترشی «خون و شراب» منطقهٔ دیگری به بازی به نام شاهزاده‌نشین توسان‏ به بازی افزود، که مساحت آن تقریباً برابر سکلیگه است. جهان باز ویچر ۳ به مراتب بزرگتر از سایر بازی‌های پرهزینه‌ای است که در همان سال‌ها با نقشه‌های قابل توجه منتشر شدند، مانند اتومبیل‌دزدی بزرگ ۵ (۸۱ کیلومتر مربع)، فار کرای ۴ (۴۶ کیلومتر مربع)، رد دد ریدمپشن (۴۱ کیلومتر مربع)، الدر اسکورولز ۵: اسکایریم (۳۹ کیلومتر مربع) و اتومبیل‌دزدی بزرگ: سن آندریاس (۳۶ کیلومتر مربع).
جهان بازی شامل چندین زیست‌بوم است که توسعه‌دهندگان با الهام از جهان واقعی، به ویژه چشم‌اندازهای اروپای شمالی به آن شکل دادند. رئیس سی‌دی پراجکت رد، مارچین ایوینسکی اظهار داشت که استودیو «برای نخستین بار در تاریخ بازی‌های نقش‌آفرینی» لهستان در دروان سده‌های میانه را به تصویر کشاندند؛ از جمله معماری محلی را به تصویر کشیده‌است. همان ساختمان‌ها و سازه‌های موجود در بازی را می‌توان در موزه قوم‌نگاری که روستاهای قدیمی لهستانی را بازتولید می‌کند، مشاهده کرد. هنگام ایجاد ساختمان‌ها، توسعه‌دهندگان توسط رساله‌های تاریخی در مورد معماری اروپای مرکزی و شرقی راهنمایی شدند. درون ساختمان‌ها توسط طراحان لول طراحی شد که قرار بود در طول دو هفته طراحی را انجام دهند و برای درست کردن بهترین طراحی با هم رقابت می‌کردند. با این حال، تمامی مکان‌های بازی به‌طور برابر طراحی نشده‌اند و مکان‌هایی که به روند داستان و گیم‌پلی بازی بیشتر مرتبط هستند دقیق‌تر طراحی شده‌اند.
| |  |  |
| لنگرگاه‌های گدانسک، لهستان (چپ)، که به احتمالاً بالایی در ظاهر بندر نووی‌گراد در بازی اثر داشته‌است و خانه‌ای در زالیپیه، که احتمالاً نمونهٔ اولیه خانه‌هایی که در برخی ناحیه‌های نووی‌گراد باشد. |  |  |

- سرزمین بی‌طرف و جنگ‌زدهٔ وِلِن، که در بازی به شکل مختصر و شیوا «ناامیدی، گرسنگی و فروماندگی» توصیف شده‌است، به‌طور عمده‌ای نشان‌دهندهٔ ییلاقات و حومهٔ شهرهای لهستان است. روستاها و قلعه‌های آن نیز به نمونه‌های آن در لهستان اشاره دارد.[۲۶] مارچین ایوینسکی در یک مصاحبه ولن را «سرزمین اسلاوی» خطاب کرد.[۲۳] برای بازتاب دادن فضای غم‌انگیز و جنگ‌زدهٔ ولن، بازیکن سفر خود به این منطقه را از درختی که چندین نفر از آن حلق‌آویز شده‌اند آغاز می‌کند.[۲۵]
- دژ ویچرها، کائر مورهن در نسخهٔ اول طراحی شده بود، پس توسعه‌دهندگان از کارهای پیشین خود دوباره استفاده کردند.[۲۵]
- نووی‌گراد احتمالاً تصویر خود را از شهر قدیمی ورشو گرفته باشد که در جنگ نابود شد و بازسازی شد. شهرهای بندری آمستردام و گدانسک نیز منبع الهام برای طراحی این شهر بودند.[۲۳]
- جزیره‌های اسکلیگه نیز همانندی زیادی به اسکاندیناوی دارد، اما از ایرلند و اسکاتلند نیز الهام گرفته‌است[۲۷] و نامش از جزایر اسکلیگ گرفته شده‌است.[۲۳] برخی مأموریت‌ها در بازی از باورهای عامیانه گالیک الهام گرفته‌اند و شخصیت‌های محلی در صداگذاری انگلیسی بازی لهجه ایرلندی دارند.[۲۸] نام قبیله‌های اسکلیگه نیز از واژه‌های زبان ایرلندی گرفته شده‌است؛ برای نمونه نام قبیلهٔ « an Craite» به معنای «آزاردهندگان» و «Tuirseach» به معنای «خسته» است. با این حال، معماری محلی و باورهای دینی مردم اسکلیگه به سنت‌های وایکینگی نزدیک‌تر است. به گفتهٔ سیان ماهر در وبگاه یوروگیمر، تبعیض پادشاهی‌های شمالی نسبت به شهروندان اسکلیگه بازتاب کلیشه‌های مرتبط با مردم ایرلندی، از جمله مستی و سهل‌انگاری و بی‌دقتی است.[۲۷]
- شاهزاده‌نشین توسان، که در بستهٔ گسترشی خون و شراب به بازی افزوده شد، چندین بار در کتاب‌های ساپکوفسکی نام برده شده‌است اما کمبود توضیحات در کتاب‌ها دست طراحان سی‌دی پراجکت رد را باز گذاشت. این منطقه به دور از اساطیر اسلاوی است و یک منطقهٔ پر زرق و برق و آفتابی بر پایهٔ جنوب فرانسه و ایتالیا است. طراحی منطقه همچنین دارای لحن‌های افسانه‌ای واضح است.[۲۹] توسان از دیگر مناطقی که گرالت به آن‌ها سفر می‌کند متفاوت است. آب‌وهوا ملایم است و نشاط و شادی در توسان حکم‌فرما است. طراحان از برخی مکان‌های اشاره‌شده در بازی برای طراحی توسان بهره بردند؛ مانند پایتخت توسان بوکلر؛‏[و ۱۷] کوهستان گورگون که مشرف به دره‌های سرسبز توسان می‌شود و پرستگاه اشاره‌شده در کتاب‌ها.[۳۰]

## خلاصه

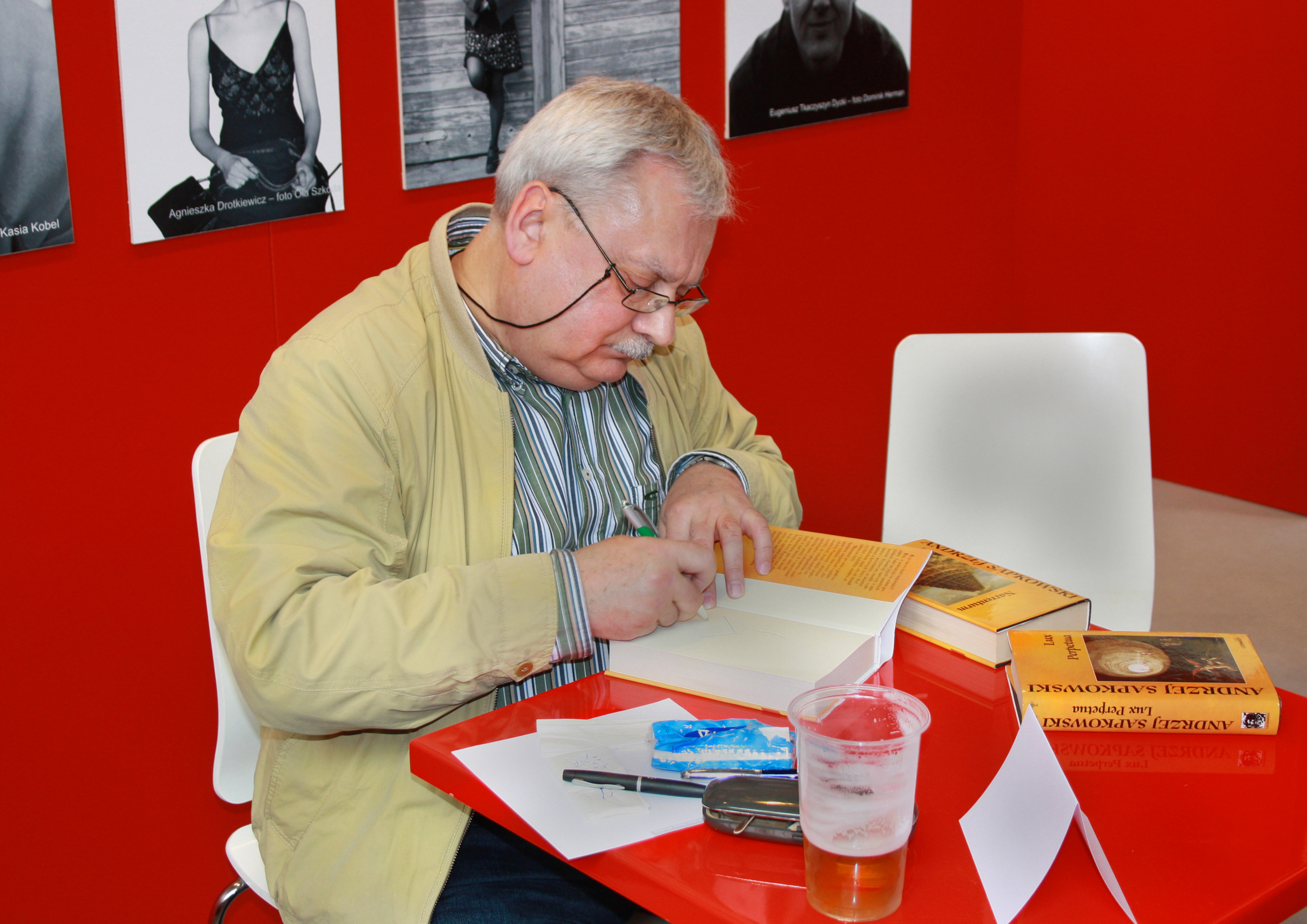
آندژی ساپکوفسکی، نویسندهٔ سری رمان‌های ویچر در یک نمایشگاه کتاب در پراگ، ۲۰۱۰

ویچر ۳ داستان گرالت را تکمیل می‌کند، که در کتاب‌های آندژی ساپکوفسکی و دو بازی پیشین آغاز شد. هرچند، این سه بازی نشان‌دهندهٔ یک خط روایی هستند که نویسندهٔ لهستانی از آن چشم‌پوشی می‌کند. او بازی‌ها را نه به عنوان یک دنباله یا توسعهٔ جایگزین برای آثار خود، بلکه به عنوان یک اقتباس تقریبی می‌بیند و اظهار دارد که خود او می‌تواند معیار کلی داستان سری را در دست بگیرد.

### پیش‌زمینه
بازی در سرزمینی به نام «قاره»، یک جهان خیالی اقتباس‌شده از اساطیر اسلاو رخ می‌دهد. این جهان خیالی توسط بعدهای موازی و جهان‌های چندبعدی احاطه شده‌است. انسان‌ها، اِلف‌ها، دورف‌ها، هیولاها و دیگر موجودات در قاره کنار هم زندگی می‌کنند، اما غیر-انسان‌ها معمولاً به دلیل تفاوت‌هایشان مورد تبعیض واقع می‌شوند. قاره درگیر یک جنگ میان امپراتوری نیلف‌گارد - به رهبری امپراتور امیر ور امریس و ردینیا، با فرمانروایی پادشاه ردوید پنجم.
شخصیت اصلی گرالت از ریویا، یک ویچر، یا یک شکارچی هیولا است که توانایی‌های شگفت‌انگیزی دارد. او در کودکی تحت آموزش‌های فشرده و جهش‌های ژنتیکی قرار گرفت. گرالت خدمات خود را با تکیه بر توانایی خود در نظارت، مبارزه و جادو ارائه می‌دهد. او توسط دو جادوگر راهنمایی می‌شود؛ ینفر از ونگربرگ، معشوقه‌اش و تریس مری‌گلد که دوست‌دختر پیشین اوست. او دوستان دیگری نیز دارد مانند رامشگری به نام دندلاین، دورفی به نام زولتان چیوی و آموزگارش، ویچر کهنسال وزمیر. چندین سال پیش، دخترخواندهٔ گرالت و ینفر، سیری، و دختر بیولوژیکی امپراتور نیلف‌گارد، در تلاش برای فرار از وایلد هانت ناپدید شد. ناپدید شدن او سرزمین قاره را به هم زد.

### داستان
به دنبال رویدادهای ویچر ۲: قاتلین پادشاهان، جنگ بین نیلف‌گارد و چیزی که از کشورهای شمالی باقی مانده شدت می‌گیرد.
پس از اینکه گرالت و آموزگارش وزمیر‏ نامه‌ای از سوی معشوق از دست‌رفتهٔ گرالت، ینفر‏ دریافت کردند، به شهر وایت اورچارد رفتند. پس از کشتن یک شیردال‏ برای پادگان نیلف‌گاردی، گرالت و ینفر که برای امپراتوری نیلف‌گارد کار می‌کرد، به شهر ویزیما برای ملاقات با امپراتور نیلف‌گارد، امیر ور امریس‏ رفتند. امیر به گرالت دستور می‌دهد تا سیری،‏ دختر خونی امپراتور و دخترخواندهٔ گرالت را پیدا کند. سیری فرزند خون ارشد‏ و واپسین بازمانده از یک نسل خونی الفی است که به او اجازه می‌دهد فضا و زمان را دستکاری کند. او بی‌امان توسط وایلد هانت‏ مرموز تحت تعقیب است. گرالت می‌فهمد سیری به تازگی در سه مکان دیده شده‌است: استان باتلاقی جنگ‌دیدهٔ ولن، دولت‌شهر آزاد نووی‌گراد و جزایر سکلیگه.
در ولن، گرالت رد سیری را به دژ بارون خونی،‏ یک فرماندهٔ جنگجو که به تازگی کنترل استان را در دست گرفته می‌رسد. بارون از گرالت درخواست می‌کند همسر و دختر گمشده‌اش را در ازای اطلاعات دربارهٔ سیری پیدا کند. بارون در ابتدا درخواست کمک گرالت را رد می‌کند. گرالت می‌فهمد بارون خانواده‌اش را با خشم‌های مستانه‌اش از خود راند. یک دوست قدیمی گرالت که در ولن زندگی می‌کرد، کیرا متز،‏ گزارش می‌دهد که شخص دیگری در ولن به دنبال سیری بود و آن شخص یک جادوگر الف به نام آوالاک بود. در این وضعیت تنها کسی که می‌توانست به گرالت کمک کند، سه جادوگر (کرون) در جنگل‌های باتلاقی ولن بودند. او به آنجا می‌رود و می‌فهمد که دختر بارون به آکسن‌فورت‏ فرار کرده و همسرش نوکر کرون‌ها،‏ سه جادوگر بداندیش که مراقب ولن هستند، شده‌است. او این اطلاعات و مکان زندگی خانواده بارون را به او منتقل کرد و به گفتهٔ بارون، گرالت می‌فهمد سیری برای مدت کوتاهی اسیر کرون‌ها شد، اما از دست آن‌ها به پناهگاه نظامی بارون فرار کرد و سپس به نووی‌گراد، یک شهر بندری و بزرگ‌ترین شهر جهان رفت.
در نووی‌گراد، گرالت با معشوقهٔ پیشین خود، تریس مری‌گلد تجدید دیدار می‌کند، که برای فرار از آزار و اذیت کلیسای آتش ابدی‏ به زیرزمین پناهنده شده‌است. کلیسای آتش ابدی یک سازمان مذهبی ستمگر است که عملیات خود برای «پاکسازی شهر از گناهکاران» آغاز کرده‌است. او می‌فهمد سیری و دوست قدیمی‌اش، دندلاین‏ از شر رؤسای جنایت زیرزمینی نووی‌گراد فرار کردند و همچنین دنبال به شکستن یک طلسم مربوط به یک تعویذ‏ مرموز بودند. با کمک تریس و چندین آشنای قدیمی، گرالت دندلاین را از دست مجرمان و راهزنان زیرزمینی نووی‌گراد نجات می‌دهد که به او می‌گوید سیری برای فرار از نگهبانان به سکلیگه رفته‌است. گرالت در نووی‌گراد چندین شخصیت از ماجراجویی‌های قدیمی‌اش پیدا می‌کند: جاسوس قدیمی ورنان روچ، که اکنون یک پارتیزان شده‌است، دوست دورف او، زولتان،‏ که هم‌اکنون یک میخانه را اداره می‌کند و سیگیسموند دیکسترا‏ مخفی‌کار، که به دنبال کشیدن نقشه ضد بالاترین ابرقدرت‌هاست و از گرالت برای یک نقشه برای کشتن پادشاه ردووید‏ دعوت می‌کند. پیش از اینکه گرالت نووی‌گراد را به سوی سکلیگه ترک کند، او می‌تواند به تریس و جادوگران دیگر برای فرار از نووی‌گراد کمک کند و این تصمیم بر پایان بازی تأثیر می‌گذارد.
گرالت سپس به سکلیگه رفته و با ینفر تجدید دیدار می‌کند، که در حال تحقیق دربارهٔ یک انفجار مرموز نزدیک به جایی که سیری آخرین بار دیده شده‌است. جزایر سکلیگه در آشوب هستند زیرا پادشاه آن، برن ان کریت‏ مرده و بر سر جانشینی او در جزیره درگیری است. گرالت می‌تواند به دوتا از فرزندان فرمانروا کرخ ان کریت،‏ هیالمار‏ یا سریس‏ یا هیچ‌کدام کمک کند. گرالت و ینفر می‌فهمند یک شخص محلی به نام سکیال‏ در طول حضور سیری در جزیره به او کمک کرده‌است اما اکنون مرده، پس ینفر از یک گونه جادوی ناروا به نام فال مردگان برای کشیدن اطلاعات از سکیال استفاده کرد. آن‌ها فهمیدند که سیری به جزیرهٔ لوفوتن‏ رفته بود، اما زمانی که وایلد هانت حمله کرد، همراه با یک الف ناشناخته با قایق فرار کردند. زمانی که قایق به ساحل برگشت، تنها اشغال‌کننده آن یک موجود بدشکل و ناقص‌شده به نام اوما‏ بود. گرالت اوما را در دژ بارون خونی دیده بود.
گرالت که به این نتیجه رسید که اوما قربانی نفرینی بود که سیری در تلاش شکستن آن بود، در ولن اوما را می‌گیرد و به مدرسه ویچر رهاشدهٔ کائر مورهن می‌رود. با کمک ینفر و دو ویچر دیگر به نام اِسکِل‏ و لمبرت،‏ آن‌ها طلسم را می‌شکنند و هویت اصلی اوما را برمی‌گرداند. اوما در اصل یک الف جادوگر به نام آوالاک‏ و آموزگار سیری بوده‌است که در سفرهایش او را همراهی می‌کرد. آوالاک گفت او توانست با سیری ملاقات کند، اما برای فرار از وایلد هانت و حملهٔ لوفوتن، او را به یک خواب مسحورشده در جزیره غبارها‏ تلپورت کرد تا او را برای مدتی از دست وایلد هانت در امان بگذارد. گرالت سیری را در جزیره غبارها پیدا می‌کند و از او می‌فهمد که اردین،‏ رهبر وایلد هانت، خون ارشد او را برای نجات دادن جهان منزلش از یک فاجعه به نام شبنم سفید‏ می‌خواهد.
آن‌ها به کائر مورهن بر می‌گردند و آن را ضد نبرد اجتناب‌ناپذیر با وایلد هانت مستحکم می‌کنند. کمی پس از آن، وایلد هانت به دروازه‌های دژ می‌رسد. در نبردی که رخ می‌دهد، وزمیر کشته می‌شود که باعث می‌شود سیری قدرت کنترل‌نشده خود را رها کند و برای مدتی وایلد هانت را به عقب‌نشینی می‌فرستد. پس از دیدن آتش سوزاندن جسد آخرین ساکن کائر مورهن، که نشان‌دهنده یک آینده تاریک برای ویچرها است، گرالت و سیری به کروکد-ایر مارش‏ می‌روند و انتقام مرگ وزیمیر را با کشتن فرماندهٔ وایلد هانت، ایملریث می‌گیرند و سیری دوتا از سه جادوگر کرون را می‌کشد. با فهمیدن اینکه وایلد هانت متوقف نمی‌شود، گرالت و سیری تصمیم می‌گیرند با اردین در یک مکان و زمان منتخب خود بجنگند. تریس و ینفر خانه جادوگران‏ را بازسازی می‌کنند تا به آن‌ها در نبرد کمک کنند. گرالت یک شیء به نام سان‌استون‏ را به دست می‌آورد که با استفاده از آن، می‌تواند با جهان‌های دیگر ارتباط برقرار کند. با استفاده از سان‌استون، آوالاک اردین را به سکلیگه می‌کشد، جایی که گرالت او را در نبرد شکست می‌دهد. پیش از مردن، اردین به گرالت می‌گوید که آوالاک از او سوءاستفاده کرده‌است و به دنبال به‌کارگیری قدرت‌های سیری برای منافع خودش است.
همان‌طور که شبنم سفید به قاره می‌رسد، گرالت و ینفر آوالاک را دنبال می‌کنند اما سیری صحیح و سالم است. سیری به گرالت می‌گوید که آوالاک خائن نیست و تنها به دنبال جنگیدن با شبنم سفید است. سیری که به رابطهٔ گذشته خود با گرالت نگاه می‌کند؛ او قدرت مبارزه با فاجعه را پیدا می‌کند. اگر در طول بازی گرالت پشتیبان و محافظ سیری بوده باشد، او ناپدید می‌شود و احتمالاً می‌میرد اما اگر گرالت او را به بزرگسالی و گرفتن تصمیمات خود راهنمایی کرده باشد، او پیروز می‌شود.
انتخابات بازیکن می‌تواند منجر به چندین پایان گوناگون شود. اگر سیری در مبارزه با شبنم سفید پیروز شود و گرالت او را به ملاقات با پدرش ببرد، او امپراتور نیلف‌گارد می‌شود. اگر سیری زنده بماند اما با امپراتور ملاقات نکند، گرالت به او کمک می‌کند که مرگ خود را جعل کند و یک ویچر شود. اگر سیری در روبرویی با شبنم سفید کشته شود، داستان با بازپس‌گیری مدالیون سیری از دست آخرین کرون باقی مانده به پایان می‌رسد. انتخابات بازیکنان نیز می‌سنجد که گرالت ینفر یا تریس وارد رابطه شود و چه میزانی از شمال به دست نیلف‌گارد فتح می‌شود.

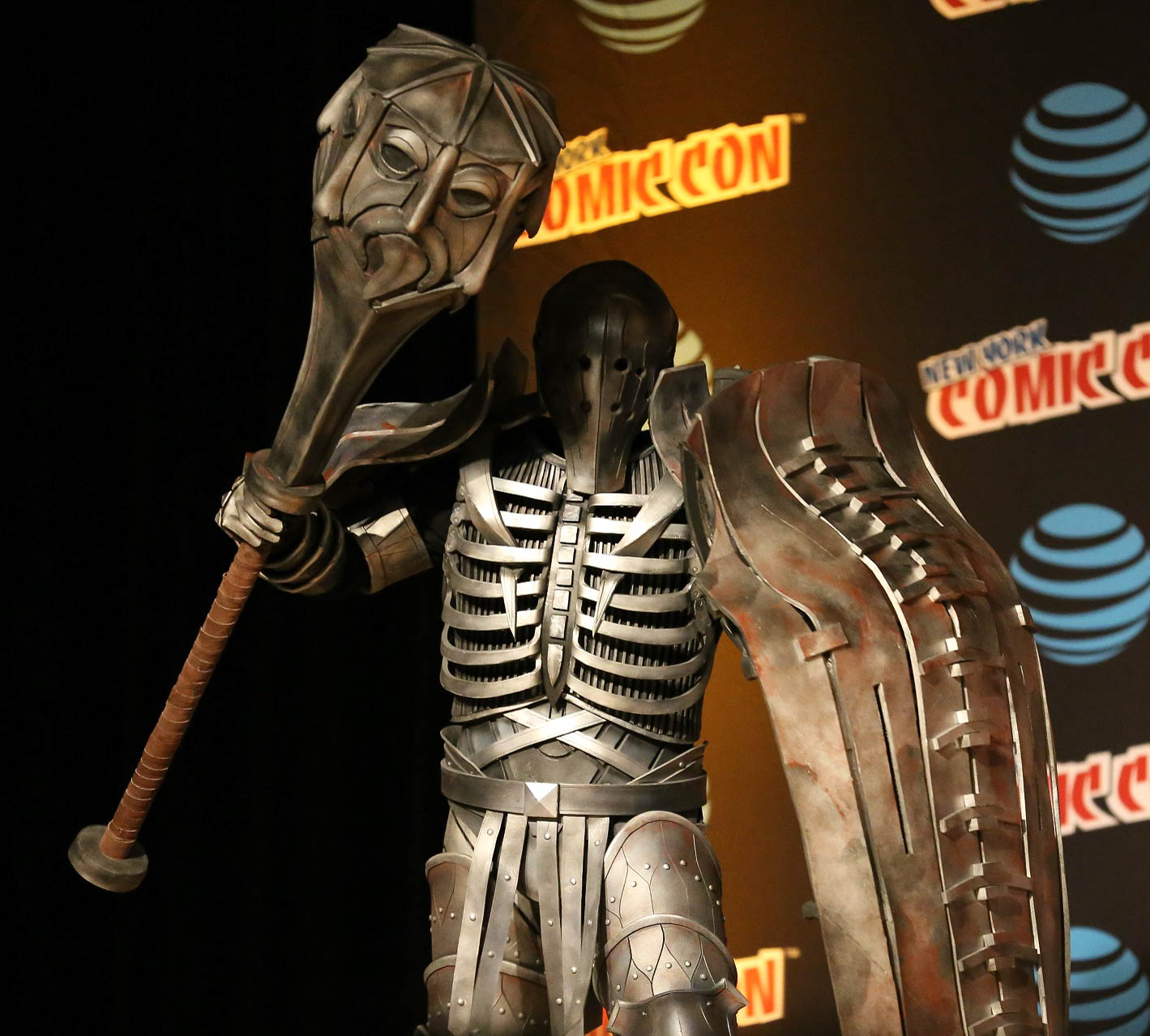
مجسمه‌ای از شخصیت بازی، ایملریث در کامیک‌کان نیویورک، ۲۰۱۶

## توسعه

### هدف‌ها و جاه‌طلبی
پس از موفقیت ویچر (۲۰۰۷) و ویچر ۲: قاتلین پادشاهان (۲۰۱۱) چه در داخل چه خارج، هدف سی‌دی پروجکت این بود که بازی‌ای بسازد تا بتواند با بازی‌های استودیوهای شناخته‌شده‌ای مانند اسکوئر انیکس و بایوور رقابت کند، و اینکه کاری کند ژانر «بازی نقش‌آفرینی اروپایی» به اندازهٔ بازی‌های نقش‌آفرینی ژاپنی (مانند فاینال فانتزی و دراگون کوئست) و آمریکایی-کانادایی (مانند الدر اسکورولز و عصر اژدها) مورد احترام باشد. بنابراین میل ساخت ویچر ۳ در استودیو بسیار زود خود را نشان داد. برنامهٔ اصلی این بود که توسعهٔ نسخهٔ سوم همزمان با نسخهٔ دوم در سال ۲۰۰۸ آغاز شود اما عدم موفقیت پورت کردن بازی ویچر: قیام گرگ سفید برای کنسول‌ها، باعث شد برنامه‌های توسعهٔ ویچر ۳ برای مدتی متوقف شود. در تابستان ۲۰۱۱، کنراد توماشکیویچ‏ که در توسعهٔ بازی نخست تست می‌کرد و در بازی دوم مسئولیت طراحی مراحل بازی را بر عهده داشت، به عنوان کارگردان قسمت سوم گزیده شد. به منظور اینکه ویچر ۳ بتواند در برابر غول‌های این ژانر بایستد، او تصمیم گرفت که تلاش‌های خاص توسعه برای اندازهٔ نقشهٔ بازی و آزادی گشتن انجام شود. هرچند در استودیوی سی‌دی پروجکت، این ایده‌ها با دلهره و هراس کارمندان روبرو شد زیرا استودیو تازه داشت خود را از دوران اضافه‌کاری توسعهٔ بازی پیشین جمع‌وجور می‌کرد. علاوه بر این، استودیو این فرصت را نداشت که بازی را بر کنسول‌های بازی آن زمان (پلی‌استیشن ۴، ایکس‌باکس وان) آزمایش کند.
ویچر ۳ از موتور بازی ردانجین ۳ استفاده می‌کند که به‌ویژه توسط سی‌دی پروجکت برای ساخت بازی‌های نقش‌آفرینی غیرخطی جهان باز ساخته شده‌است. موتور بازی رسماً در ۱ فوریه ۲۰۱۳ به مردم معرفی شد.

### ساخت مأموریت‌ها و خط داستانی
کمی پس از تعیین اهداف، بنیان‌های بازی آینده پایه‌گذاری شدند؛ بازیکن دوباره در نقش گرالت از ریویا بازی می‌کند و وایلد هانت، موجوداتی مرموز الهام‌گرفته‌شده از اساطیر اسکاندیناوی دشمن اصلی بازی شدند. بازیکن می‌تواند میان سه منطقه با آب‌وهوای متفاوت آزادانه بگردد: وِلِن، یک منطقهٔ باتلاقی جنگ‌زده فقیر، شهر بزرگ و مجلل نووی‌گراد، و جزایر اسکلیگه که از اسکاندیناوی الهام گرفته‌اند. همچنین تصمیم گرفته شد که هر دشمنی که بازیکن با آن برخورد می‌کند، چه انسان باشد چه جانور چه هیولا، یک لول از پیش تعیین‌شده داشته باشد تا بازیکن بتواند لول خود را با آن مقایسه کند. هرچند، این تصمیم باعث شد توسعه‌دهندگان داستان بازی را کمی خطی‌تر کنند تا بازیکنان جدید مجبور به انجام کارهای بیش از حد سخت نباشند. نحوه پیشرفت خط داستانی اصلی نیز نشان‌دهندهٔ این انتخاب است.
پس از تعریف کردن اصول پایه‌ای، استودیو به توسعه مستقیم بازی ادامه داد. تیم سازندگان به توافق رسیدند که بازی نباید وظایف یکنواختی داشته باشد که به صورت خودکار به نام پر کردن محتوای تولید می‌شود. هر کاری در بازی به دقت توسط طراحان لول طراحی شد و توسط این محتوای جدید بود که تشکیلات جهان بازی را شکل داد، نه برعکس. این محتوا به گونه‌ای پخش شد تا جهان بزرگ بازی را پر کند و این اطمینان از اینکه بازیکن نمی‌تواند بیش از ۴۰ ثانیه بدون اینکه رویدادی در دید او باشد حرکت کند به دست آورده شد، مانند برخورد با گله‌ای آهو. هر کارمندی در استودیو می‌توانست یک مأموریت پیشنهاد دهد، تا زمانی که این مأموریت پیشنهادی بیشتر از ویژگی‌های اصلی بازی را دارا نبود و بیش از ۱۵ خط گفتگو لازم نداشت. مأموریت‌ها به ۲۵۰ خط گفتگو محدود شده بودند و هر خط می‌بایست تا حد امکان معنادار باشد. زمان گشتن در بازی به دقت اندازه‌گیری شد از آنجایی که در مراحل اولیهٔ توسعه سرعت حرکت بسیار پایین بود. از برخی نقاط، یک سفر با قایق از جزیره آرد اسکلیگ در اسکلیگه به یکی از جزایر همسایه می‌تواند بین ۲۵ تا ۴۵ دقیقه طول بکشد.
توسعه‌دهندگان قصد داشتند که بازی‌ای بسازند تا مطابق سلیقهٔ دو منطقهٔ کاملاً متفاوت باشد. از یک سو، بازیکنان اروپای شرقی با بازی کردن «هاردکور» عادت دارند و آماده مطالعهٔ کامل مکانیک‌های بازی پیش از درک آن هستند. از سوی دیگر، ایالات متحده آمریکا، جایی که سی‌دی پروجکت قصد داشت به دسترسی بیشتر برسد، جایی که کاربران دنبال آموزش ساده و تقریباً آنی و رابط کاربری ساده‌شده هستند.

### گرافیک
بنا به گفتهٔ طراح شخصیت ارشد، پاول ملنیچوک،‏ هنگام ساخت مدل‌های سه‌بعدی شخصیت‌ها، کارمندان سی‌دی پروجکت رد روش‌های متفاوتی از شیوهٔ کار در نسخهٔ نخست به کار بردند که در آن ابتدا مدل‌های کم‌جزئیات ساخته شدند و سپس در ادوبی فتوشاپ نگاشته می‌شدند. هرچند هنگام ساخت ویچر ۳، برعکس، در ابتدا با استفاده از زیبراش مدل‌های شخصیتی با جزئیات با شمار زیادی از چندضلعی‌ها ساخته شدند و با توجه به پیچیدگی مدل، طراحی هر شخصیت بین ۲ تا ۳ هفته طول می‌کشید. سپس بر اساس چنین مدل‌های دقیقی، مدل‌های کم‌جزئیات‌تر مورد استفاده در بازی ساخته شد. برای شخصیت‌های اصلی، کل مدل‌ها به یکباره ایجاد شدند، در حالی که برای شخصیت‌های فرعی، بخش‌های جدای بدن به شکل انبوه ساخته شدند - نیم تنه، بازوها، پاها، سرها، مدل مو و مانند آن که در صورت نیاز با هم ترکیب می‌شدند. قدرت بیشتر رایانه‌ای نیز امکان استفاده از رئوس بیشتر و اسکلت‌های پیچیده‌تر را برای مدل‌های سه بعدی را فراهم کرد. برای هر گونه هیولایی که گرالت با آن‌ها مبارزه می‌کند، مدل‌ها، اسکلت‌ها، انیمیشن‌ها و الگوهای رفتاری جداگانه‌ای توسعه داده شد. ویچر ۳ نخستین بازی در سری است که پرواز کردن را بدرستی به بازی افزود، مانند حرکت آزادانه و دشمنان سه‌بعدی. در بازی پیشین، دشمنان بال‌دار تنها کمی بالای زمین معلق بودند و تنها یک پویانمایی راه رفتن عجیب بود، نه پرواز واقعی.
ویچر ۳: وایلد هانت از نرم‌افزار ابزارهای گیم‌کیت انویدیا برای ساخت اثرات دیداری و فیزیکی استفاده می‌کند، مانند نشان دادن موی واقع‌گرایانه، چمن، خز هیولاها و سایه اشیاء. این اثرات برای بالاترین تنظیمات گرافیکی طراحی شده‌اند و هر لحظه می‌تواند توسط بازیکن غیرفعال شود. در عوض، انویدیا از مدل‌های بازی برای نشان دادن فناوری نوی خود استفاده کرد. شرکت اندویدیا یک ویدیو از مدل یک گرگ در بازی ویچر منتشر کرد که خز آن مقدار بسیار واقع‌گرایانه‌ای ۲۰۰٬۰۰۰ مو دارد. ای‌ام‌دی نیز یک تولیدکنندهٔ کارت گرافیکی و رقیت انویدیا است. ای‌ام‌دی استفاده از ابزار گیم‌کیت انویدیا در بازی را مورد انتقاد قرار داد و مشارکت انویدیا و سی‌دی پروجکت را «یک بازی ناپاک» خواند. استفاده از فناوری انویدیا منجر به کاهش عملکرد بازی در رایانه‌های دارای پردازنده گرافیکی ای‌ام‌دی شد.

### الهام‌پذیری‌ها و زمینه

#### میراث لهستانی
«این حقیقت که ما اهل کشورهای پساکمونیستی هستیم یقیناً بر بازی‌هایمان تأثیر می‌گذارد»

— مارچین ایوینسکی، بنیان‌گذار مشترک سی‌دی پراجکت
بنا به گفتهٔ مارچین ایوینسکی، ویچر ۳ نخستین بازی ویدئویی است که مناطق روستایی لهستان در قرون وسطی را به نمایش بکشد. این شامل نمونه‌های میراث تاریخی گردآوری‌شده توسط توسعه‌دهندگان لهستانی مانند فولکلور منطقه‌ای، داستان‌های عامیانه و عکس‌های چاپی جنگ جهانی دوم در ورشو، جایی که استودیوی اصلی سی‌دی پراجکت قرار دارد. مانند بازی‌های اوکراینی استالکر: سایه چرنوبیل (۲۰۰۷) و مترو ۲۰۳۳ (۲۰۱۰) یا جهان ویران‌شدهٔ مدارک، لطفاً (۲۰۱۳)، ویچر ۳ بدبختی‌های زندگی را از دریچه‌ای تاریک، بدبینانه، اما صادقانه می‌نگرد. ویچر ۳ ترکیبی از سنت و مدرنیته است؛ اثری که یک رویکرد نو و امروزی‌تری را به جهان نشان می‌دهد.
بر خلاف بازی‌های نقش‌آفرینی آمریکایی و ژاپنی انتخاب‌های اخلاقی که بازیکن در طول مسیر با آنها روبرو می‌شود، به ندرت پاداش به بازیکن پاداش می‌دهند و مانند آثار ساپکوفسکی تمایز روشنی بین خوب و بد ندارند. برای نمونه، در صحنه‌ای در ابتدای بازی گرالت در می‌خانه سربازانی در حال آزار مردم هستند. اگر گرالت تصمیم بگیرد دخالت کند، در بازی‌ای مانند اسکایریم، شهروندان به کار او واکنش مثبت نشان می‌دادند و شاید او را قهرمان می‌دانستند. اما در ویچر ۳، شهرودان شاهد این کار را منزجر کننده می‌شمارند و گرالت به عنوان یک «هیولا» در نظر گرفته می‌شود. افزون بر این، بیشتر مأموریت‌های فرعی رذیلت‌های انسانی را نشان می‌دهند یا پایان تراژیکی دارند. برای نمونه، در یک مأموریت گرالت باید به شخصی کمک کند تا برای زنی مروارید سیاه ببرد. در بازی‌های کلاسیک‌تر، مأموریت یک پایان خوب می‌داشت و با رسیدن زوج به یکدیگر می‌رسند. هرچند در این بازی، معلوم شد که زن از زوال عقل رنج می‌برد و این هدیه تلاشی بیشتر از همسرش نبود تا ببیند آیا او را به یاد می‌آورد یا خیر.

## بازخوردها و افتخارات

### نمرات و بازخوردها
| گردآورنده | امتیاز                                                    |
| --------- | --------------------------------------------------------- |
| متاکریتیک | (پی‌سی) ۹۳/۱۰۰ (پی‌اس۴) ۹۲/۱۰۰ (ایکس‌وان) ۹۱/۱۰۰ (NS) ۸۵/۱۰۰ |

| ناشر                     | امتیاز  |
| ------------------------ | ------- |
| دستراکتید                | ۸/۱۰    |
| گیم اینفورمر             | ۹٫۷۵/۱۰ |
| گیم رولیشن               | [ ۶۱ ]  |
| گیم‌اسپات                 | ۱۰/۱۰   |
| گیمز ریدار+              | [ ۶۳ ]  |
| گیم‌تریلرز                | ۹٫۸/۱۰  |
| آی‌جی‌ان                   | ۹٫۳/۱۰  |
| پی‌سی گیمر (ایالات متحده) | ۹۲/۱۰۰  |
| پولیگان                  | ۸/۱۰    |
| VideoGamer.com           | ۹/۱۰    |

این بازی در زمان عرضه با نقدهای بسیاری خوبی از سوی منتقدان همراه شد و توانست در وبگاه متاکریتیک امتیاز ۹۳ از ۱۰۰ را بدست بیاورد منتقد گیم‌اسپات به بازی امتیاز ۱۰ از ۱۰ را داد و آن را یکی از بهترین بازیهای تاریخ خواند. منتقد آی‌جی‌ان امتیاز ۹٫۳ از ۱۰ را به بازی داد و تجربه بازی را شگفت‌انگیز خواند و البته از شاخه ای داستان بازی به عنوان یک نقطه ضعف یاد کرد.

### فروش
ویچر ۳ قبل از انتشار حدود ۱٫۵ میلیون نسخه پیش فروش داشته‌است و همچنین بازی توانست در شش هفته اول عرضه، ۶ میلیون نسخه به فروش برساند. در مراسم ای ۳ ۲۰۱۹ اعلام شد که عنوان ویچر ۳ بیش از ۲۰ میلیون نسخه فروش داشته‌است. در سال ۲۰۲۰ گزارشی مبنی بر فروش ۵۰ میلیون نسخه ای مجموعه ویچر منتشر شد. کمی قبل تر از این گزارش، خبری مبنی بر فروش ۲۸ میلیون نسخه ای بازی ویچر ۳ منتشر شد

### جایزه‌ها و نامزدی‌ها
حتی پیش از عرضه شدن، ویچر ۳ چندین عنوان و جایزه در مراسم‌هایی مانند ای۳ و گیمزکام نصیب خود کرد. تا زمان عرضه، حدود ۲۰۰تا از این جوایز به دست آورده شدند. ویچر ۳ چندین جایزه هم در ای۳ سال ۲۰۱۳ و ۲۰۱۴ برده‌است و دو بار در نظرسنجی ای۳ از آی‌جی‌ان «بهترین بازی نقش‌آفرینی» نامیده شد. در سال‌های ۲۰۱۳ و ۲۰۱۴، بازی جایزهٔ برگزیده مردم را از آی‌جی‌ان و جوایز مشابه از گیم‌اسپات دریافت کرد و در جوایز بازی ۲۰۱۴ مقام مورد انتظارترین بازی را کسب کرد.
عنوان ویچر ۳: شکار وحشیانه در مراسم جوایز بازی ۲۰۱۵ برنده جایزه بهترین بازی سال، بهترین بازی نقش آفرینی و استودیو سازنده بازی، سی دی پراجکت جایزه بهترین توسعه دهنده را بدست آوردند. این بازی همچنین در مراسم جایزه اهرمک طلای توانست چهار جایزه بهترین بازی سال، بهترین لحظه گیمینگ، بهترین روایت داستان و بهترین طراحی بصری را بدست بیاورد.همچنین این عنوان با بردن ۲۸۱ جایزه بهترین بازی سال، سومین بازی پرافتخار تاریخ لقب دارد. این بازی در حالت کلی، در رشته‌های مختلفی از جمله بهترین بازی سال، بهترین بازی نقش آفرینی و موارد دیگر بیش از ۸۰۰ جایزه را بدست آورده‌است.

## واژه‌نامه
1. ↑  Aard
2. ↑  Axii
3. ↑  Igni
4. ↑  Yrden
5. ↑  Quen
6. ↑  Redania
7. ↑  Temeria
8. ↑  Kaedwen
9. ↑  Nilfgaard
10. ↑  Novigrad
11. ↑  Velen
12. ↑  Skellige
13. ↑  White Orchard
14. ↑  Vizima
15. ↑  Kaer Morhen
16. ↑  Toussaint
17. ↑  Beauclair
18. ↑  Vesemir
19. ↑  Yennefer
20. ↑  Griffin
21. ↑  Emhyr var Emreis
22. ↑  Ciri
23. ↑  Child of the Elder Blood
24. ↑  Wild Hunt
25. ↑  Bloody Baron
26. ↑  Keira Metz
27. ↑  Oxenfurt
28. ↑  The Crones
29. ↑  Church of the Eternal Fire
30. ↑  Dandelion
31. ↑  Phylactery
32. ↑  Zoltan
33. ↑  Sigismund Dijkstra
34. ↑  Radovid
35. ↑  Bran an Craite
36. ↑  Crach an Craite
37. ↑  Hjalmar
38. ↑  Cerys
39. ↑  Skjall
40. ↑  Lofoten
41. ↑  Uma
42. ↑  Eskel
43. ↑  Lambert
44. ↑  Avallac'h
45. ↑  Isle of Mists
46. ↑  Eredin
47. ↑  White Frost
48. ↑  Crooked-Ear Marsh
49. ↑  Lodge of Sorceresses
50. ↑  Sunstone
51. ↑  Imlerith
52. ↑  Konrad Tomaszkiewicz
53. ↑  Pavel Melnichuk